# 王双印
王双印（1932年—1999年6月4日），黑龍江人，中華人民共和國音樂人物和政治人物，《大海航行靠舵手》、《我是贫农的好后代》、《老饲养员》、《车老板之歌》等歌曲作曲者，第四屆全國人大代表。

## 生平
王双印出生於黑龙江省呼兰河畔，其舅父在當地開設茶社，同時其舅父還邀請藝人來其茶社進行藝術表演。王双印受茶社藝人影響，萌發了對音樂的興趣。1947年，王双印考入东北民主联军開班的军需学校。王雙印畢業後相继在鲁艺术工团、黑龙江省歌舞团、哈尔滨歌剧院擔任独唱演员和作曲創作。1964年。王双印與哈尔滨歌剧院的同事李郁文合作創作《干革命靠的是毛泽东思想》，王双印作曲，李郁文作詞。1964年6月，周恩来陪同崔庸健來到哈爾濱访问，在迎宾文艺晚会上，王双印親自演唱《干革命靠的是毛主席思想》。周恩來聽完歌曲後非常滿意，並親自接見王雙印。周恩來還對歌曲提出修改意見，王雙印依據周恩來的建議对歌词和曲谱进行修改。在北京电视台文艺部副主任王敬芝的建议下，王雙印又將《干革命靠的是毛泽东思想》更名為《大海航行靠舵手》。1965年初，《红旗》杂志发表《大唱十首革命歌曲》的社论，《大海航行靠舵手》名列榜首。後王雙印相繼擔任第四屆全国人大代表、中共黑龙江省委委员、黑龍江省文化局副局长。
1972年，王双印带领黑龙江省革命样板戏剧团來到北京演出，江青到场觀看并接见他们。国务院文化组副组长刘庆棠向江青介绍王双印是《大海航行靠舵手》的曲作者，江青很感兴趣，要求王双印当场唱歌。王双印當場演唱《世世代代跟着共产党走》。四人帮被粉碎後，由於王双印曾向江青唱歌，被當局視為向江青表忠心，於是王双印被隔离审查，當局撤消其中共党内外一切职务，並將其开除党籍。審查期間王双印不堪重負一度跳窗自殺，不過被一棵大樹枝权阻擋後落地，王双印保住性命。
1987年，王双印的中共党籍恢復，並先後擔任黑龙江电影制片厂音乐编辑和黑龙江省艺术研究所副研究员。1989年，王双印退休，並出版《王双印歌曲选》，內容是王双印曾經創作的50首歌曲。1994年2月28日，黑龙江省音乐家协会、哈尔滨歌剧院等八家单位举办“王双印从艺45周年音乐作品大型演唱会”。王双印受邀演唱《大海航行靠舵手》。1999年6月4日，王双印去世。